# ヨヴァン・アチモヴィッチ
ヨヴァン・アチモヴィッチ（セルビア語: Јован Аћимовић, ラテン文字転写: Jovan Aćimović、1948年6月21日 - ）は、セルビア（旧ユーゴスラビア）の元サッカー選手。ポジションはミッドフィールダー。

## 経歴
1960〜70年代のレッドスター・ベオグラードをドラガン・ジャイッチと共に牽引した司令塔。ユーゴスラビア代表でも1968年から1976年まで主力として活躍、55試合に出場した。引退後はコーチとしてレッドスターのUEFAチャンピオンズカップ 1990-91優勝に貢献した。